# Frasera caroliniensis
Frasera caroliniensis là một loài thực vật có hoa trong họ Long đởm. Loài này được Walter mô tả khoa học đầu tiên năm 1788.